# خايمي مولينا
خايمي مولينا (بالإسبانية: Jaime Ramón Molina Mata)‏ (15 مارس 1969 بأسطبونة في إسبانيا - ) هو مدرب كرة قدم ولاعب كرة قدم إسباني في مركز الدفاع. لعب مع إسبانيول ونادي لاس بالماس ونادي مالقا ونومانسيا وسي دي مالقا ونادي أتلتيكو ماربيا ‏ ونادي مريدا.

## وصلات خارجية
- خايمي مولينا على موقع قاعدة بيانات كرة القدم.إي يو (الإنجليزية)